# 2576 Jeszenyin
A 2576 Jeszenyin (ideiglenes jelöléssel 1974 QL) a Naprendszer kisbolygóövében található aszteroida. Ljudmila Vasziljevna Zsuravljova fedezte fel 1974. augusztus 17-én. Nevét Szergej Jeszenyin költőről kapta.